# Alien Boys
Pour les articles homonymes, voir Alien.
 (décembre 2021).
Les Alien Boys sont un groupe allemand de rock, originaire de Hambourg. Il a existé entre 1987 et 1994 et, bien qu'il ait souvent été classé dans le genre grunge, il s'agissait plutôt d'un groupe qui se consacrait visuellement et musicalement aux années 1970, avec ses débuts de doom metal tenace et ses sous-entendus psychédéliques. Le sludge reproduit ici les influences modernes autorisées.[pas clair]

## Historique
Le groupe autour du chanteur Andreas « Andi » Schmidt et du bassiste Ronnie Henseler s'est nommé d'après une chanson des Wipers. En 1989, le petit label hambourgeois Anaconda Records publie l'album Lawmachine dans une édition vinyle rouge sophistiquée avec un flexi disc limité joint, et en 1990, le petit label californien Rave Records publiE son successeur The Seeds of Decay, sur lequel on peut entendre un sitar dans la chanson titre de douze minutes. Avec cela comme référence, plus de nouvelles idées sur une bande démo, ils demandent au label Gun Records de Bochum de se rapprocher à nouveau de leur pays d'origine. Après la conclusion de Gun, Rave Records peut distribuer sur le marché américain le mini-album Doom Picnic (1992), réalisé à Hambourg et Seattle. Doom Picnic, qui devient leur album le plus connu et dont le premier titre City of Rain est utilisé au Schauspielhaus de Hambourg dans l'adaptation d'Oliver Stone Conversations nocturnes, produit par Jack Endino, qui avait auparavant travaillé entre autres avec Nirvana, Soundgarden et Mudhoney.
En Allemagne, les Alien Boys avaient ouvert deux fois la tournée Louder than Love de Soundgarden. En 1990, une première tournée américaine de quatre semaines avait suivi, suivie d'une deuxième, de six semaines cette fois, en avril et mai 1991. En octobre 1992, ils sont repartis aux États-Unis pour une tournée de quelques semaines avec le groupe punk rock Seaweed. L'année 1993 est marquée par une tournée en Allemagne avec leurs collègues doom Count Raven et les moins doom Stillborn, ainsi que par l'enregistrement du quatrième album, Nekropolis, initialement annoncé comme heavy. Mais le guitariste Thomas (Tom) souffre d'une perte d'audition qui le contraint à abandonner. Son remplaçant répondait au nom de Stefan. La structure du groupe était cependant plus fragile que prévu et n'a pas survécu une année de plus. Schmidt avait déjà participé à la création du groupe Prollhead en 1992, auquel il se consacrait désormais en grand et auquel il avait ajouté, après le départ du guitariste un an plus tard, Henseler, qui avait dû changer d'instrument à cordes.

## Style musical
Le patron du groupe, Andi Schmidt, refusait d'être classé dans le doom metal et préférait le terme de « heavy rock psychédélique ». Pendant des années, les cinq premiers albums de Black Sabbath ont été considérés par lui comme le nec plus ultra, jusqu'à ce que des admirations de Mudhoney et Soundgarden viennent s'y ajouter. Dans sa critique pour le Metal Hammer, Martin Groß déclare à juste titre que le groupe sonnait comme la première phase de Black Sabbath et un peu comme Soundgarden. Son impression sonore était très tenace. MusikWoche juge Nekropolis de « [...] mélange explosif de rock psychédélique et de metal doom. On remarque sur cet [...] opus la fascination du quatuor pour le son des premiers Aerosmith (Mountain) et de Black Sabbath. Entre des murs de guitares pesant des tonnes (Losing Blood) et des attaques vocales meurtrières (Judgement Farm), les Alien Boys perdent cependant leur propre touche au fil des dix chansons ». Andreas Schöwe du Metal Hammer a lui aussi regretté de ne pas avoir eu ses propres accents à cause des réminiscences de Black Sabbath lorsqu'il a assisté à leur concert.

## Discographie
- 1989 : Lawmachine (Anaconda Records)
- 1990 : The Seeds of Decay (Rave Records)
- 1992 : Doom Picnic (mini-CD, Rave Records/Gun Records)
- 1993 : Nekropolis (Gun Records)